# Condado de Jackson (Michigan)
O Condado de Jackson é um dos 88 condados do estado americano de Michigan. A sede do condado é Jackson, e sua maior cidade é Jackson.
O condado possui uma área de 1 845 km² (dos quais 44 km² estão cobertos por água), uma população de 158 422 habitantes, e uma densidade populacional de 87 hab/km² (segundo o censo nacional de 2000).